# Club Deportivo Maldonado
El Club Deportivo Maldonado és una institució social i esportiva de l'Uruguai, amb seu a la ciutat de Maldonado. Va ser fundat el 25 d'agost de 1928.
Destaca en futbol, esport en què va aconseguir l'ascens a la Primera Divisió de l'Uruguai el 2020. A més, participa en format amateur en basquetbol en la Lliga Departamental de Basquetbol de Maldonado, i en voleibol femení i masculí a la Federació Uruguaiana de Voleibol.
A finals del 2009, el club va cedir l'administració i desenvolupament del futbol professional i juvenil a una societat anònima esportiva, denominada «Deportivo Maldonado S.A.D.», la primera d'aquest tipus a l'Uruguai.

## Història
El Club Deportivo Maldonado va ser fundat el 25 d'agost de 1928, amb el nom de Batacazo Football Club, i va decidir vestir samarreta verda i vermella a franges verticals. Sobre l'origen dels colors s'han teixit diverses històries, que el vermell simbolitza la sang i la passió i el verd reverencia els pins de la zona, ha estat la més popular; Juan Delfino (un dels fundadors) va negar tal versió expressant que simplement van agradar aquests colors.
El 27 de juny de 1932 es va realitzar una Assemblea on es va decidir modificar el nom buscant major formalitat a la institució, sent Club Deportivo Maldonado el nom triat. El 1932 va passar a jugar el Campionat Departamental de Futbol, al costat d'equips com el Club Atlético Libertad, Club Atlético Fernandino, Club Punta del Este, Club A. San Carlos i Atenas, on va obtenir 5 títols. El club va jugar durant gran part de la seva història a la Liga Capital de Fútbol de Maldonado (ja extinta i avui part de a Liga Mayor de Fútbol de Maldonado).

### Futbol professional
La seva trajectòria en el futbol professional s'inicia el 1995, quan es desafilia de la OFI i s'afilia a la Segona Divisió Professional, de l'Uruguai, essent el primer club de l'interior del país a competir en el professionalisme, donant l'empenta inicial a la integració del futbol uruguaià. El 1998 va estar a punt d'ascendir esportivament a Primera Divisió: juga partits per l'ascens contraRampla Juniors (que jugava a Primera i buscava quedar-s'hi). Va guanyar cadascun el seu partit com a local, i van definir en un tercer partit disputat el 21 de novembre a l'Estadi Centenario; va ser 1:1 però va guanyar el Rampla Juniors per penals. Igualment el Deportivo Maldonado va ascendir per licitació de la AUF, que havia decretat la integració de 4 equips de l'interior del país a Primera, essent el Depor un dels triats.
L'any 2004 es va associar amb el CCD Punta del Este, motiu pel qual la institució va passar a denominar-se Club Deportivo Maldonado Punta del Este. Aquell mateix any descendeix de categoria després d'haver disputat 6 temporades consecutives a Primera Divisió, i acabada la temporada de l'any 2005 es desafilia per motius econòmics. Dissolta la societat, va tornar a tenir el seu nom original, tornant a participar de la Segona Divisió la temporada 2006-2007.
A finals del 2009 es va constituir una societat anònima esportiva denominada Deportivo Maldonado S.A.D. amb l'objectiu de competir en el futbol professional uruguaià. Els seus estatuts van ser aprovats per l'Auditoria Interna de la Nació el 29 de desembre de 2009, inscrits al Registre Nacional de Comerç i publicats. Deportivo Maldonado S.A.D. és una institució cultural inscrita degudament al Registre Nacional de Comerç, al Registre d'Institucions Esportives del Ministeri de Turisme i Esport, al Registre d'Institucions Culturals i d'Ensenyament del Ministeri d'Educació i Cultura i l'Associació Uruguaiana de Futbol. També es troba afiliada i registrada en l'Associació Uruguaiana de Futbol.